# Matthew Wood
Matthew Wood és un premiat editor de so d'Skywalker Sound i antic actor i playtester per Lucasfilm.
Nascut el 15 d'agost de 1972 a Walnut Creek, Califòrnia, Wood és el nebot de Lon McEachern, comentarista del campionat de poker nord-americà a ESPN2.
Wood, que prenia classes d'interpretació des de l'institut, es va llicenciar en periodisme i cinematografia a la universitat. Va seguir estudiant interpretació i sobretot veu en l'American Conservatory Theatre, San Francisco.
El 1990, Lucasfilm va convidar al jove Wood, de 17 anys, a unir-se a l'equip de desenvolupament Sound Droid, provant els jocs d'ordinador desenvolupats per Lucasfilm, entre ells el popular The Secret of Monkey Island i altres menys afortunats en vendes com Night Shift, en el qual el jugador controlava una fàbrica de figuretes de Star Wars, o Secret Weapons of the Luftwaffe.